# SAFE/セイフ
『SAFE/セイフ』（原題: Safe）は、2012年制作のアメリカ合衆国のアクション映画。ジェイソン・ステイサム主演。ケヴィン・スペイシー製作総指揮。日本では2012年10月13日公開。R15指定。

## あらすじ
ルーク・ライトは元ニューヨーク市警察刑事だったが、現在はマイナー総合格闘家に落ちぶれていた。ある日、ロシアン・マフィアから負けるよう強要された八百長試合で勝ってしまったルークは制裁として妻を惨殺されてしまう。
生きる気力を失い地下鉄に飛び込み自殺をはかろうとしたルークは中国人の少女が、妻を殺したロシアン・マフィアたちに追われる現場に遭遇、彼女を助け出したルークにマフィアや汚職警官たちが襲いかかってくる。
実はその少女メイは一度見た数字は忘れない特殊能力の持ち主で、それをマフィアに利用されてある暗証番号を覚えさせられていたのだった。

## 登場人物
ルーク・ライト
演 - ジェイソン・ステイサム
元ニューヨーク市警察刑事。仲間の不正を告発したことで辞職し、現在はマイナー総合格闘家。しかし八百長に失敗し、報復で妻を殺害される。実質的に家も追い出されホームレスとなる。偶然、見かけたメイを助けようと奮起する。
メイ
演 - キャサリン・チェン
中国人の少女。父親に母共々捨てられた過去がある。一度見た数字は忘れない特殊能力の持ち主。その能力に目を付けた中国マフィアに拉致される。しかし、ルークに助けられ、共に逃亡する。
ウルフ
演 - ロバート・ジョン・バーク
警部。マフィアと繋がりがある汚職警官。
ハン・ジャオ
演 - ジェームズ・ホン
中国マフィアのボス。
アレックス・ローゼン
演 - アンソン・マウント
刑事。悪人と癒着している汚職警官。
トラメロ
演 - クリス・サランドン
市長。悪人で裏社会に通じている。
エミール・ドチェスキー
演 - サンドール・テクシー
ロシアンマフィアのボス。
バシリー・ドチェスキー
演 - ジョセフ・シコラ
エミールの息子。ルークに拉致される。
チャン・クワン
演 - レジー・リー
中国マフィアの一員。

## キャスト
| 役名                   | 俳優                     | 日本語吹替 |
| ---------------------- | ------------------------ | ---------- |
| ルーク・ライト         | ジェイソン・ステイサム   | 山路和弘   |
| メイ                   | キャサリン・チェン       | 寿美菜子   |
| ウルフ警部             | ロバート・ジョン・バーク | 岩崎ひろし |
| ハン・ジャオ           | ジェームズ・ホン         | 原語流用   |
| アレックス・ローゼン   | アンソン・マウント       | 佐々木啓夫 |
| トラメロ市長           | クリス・サランドン       | 黒澤剛史   |
| エミール・ドチェスキー | サンドール・テクシー     | 楠見尚己   |
| バシリー・ドチェスキー | ジョセフ・シコラ         | 北村謙次   |
| チャン・クワン         | レジー・リー             | 松本忍     |